# Bosa
Bosa is een gemeente in de Italiaanse provincie Oristano (regio Sardinië) en telt 7972 inwoners (31-12-2004). De oppervlakte bedraagt 135,6 km², de bevolkingsdichtheid is 59 inwoners per km².
De volgende frazioni maken deel uit van de gemeente: Bosa Marina.

## Demografie
Bosa telt ongeveer 2995 huishoudens. Het aantal inwoners daalde in de periode 1991-2001 met 6,8% volgens cijfers uit de tienjaarlijkse volkstellingen van ISTAT.
| Jaar | Inwoneraantal |
| ---- | ------------- |
| 1991 | 8518          |
| 2001 | 7935          |

## Geografie
Bosa grenst aan de volgende gemeenten: Magomadas, Modolo, Montresta, Padria (SS), Pozzomaggiore (SS), Suni, Villanova Monteleone (SS).

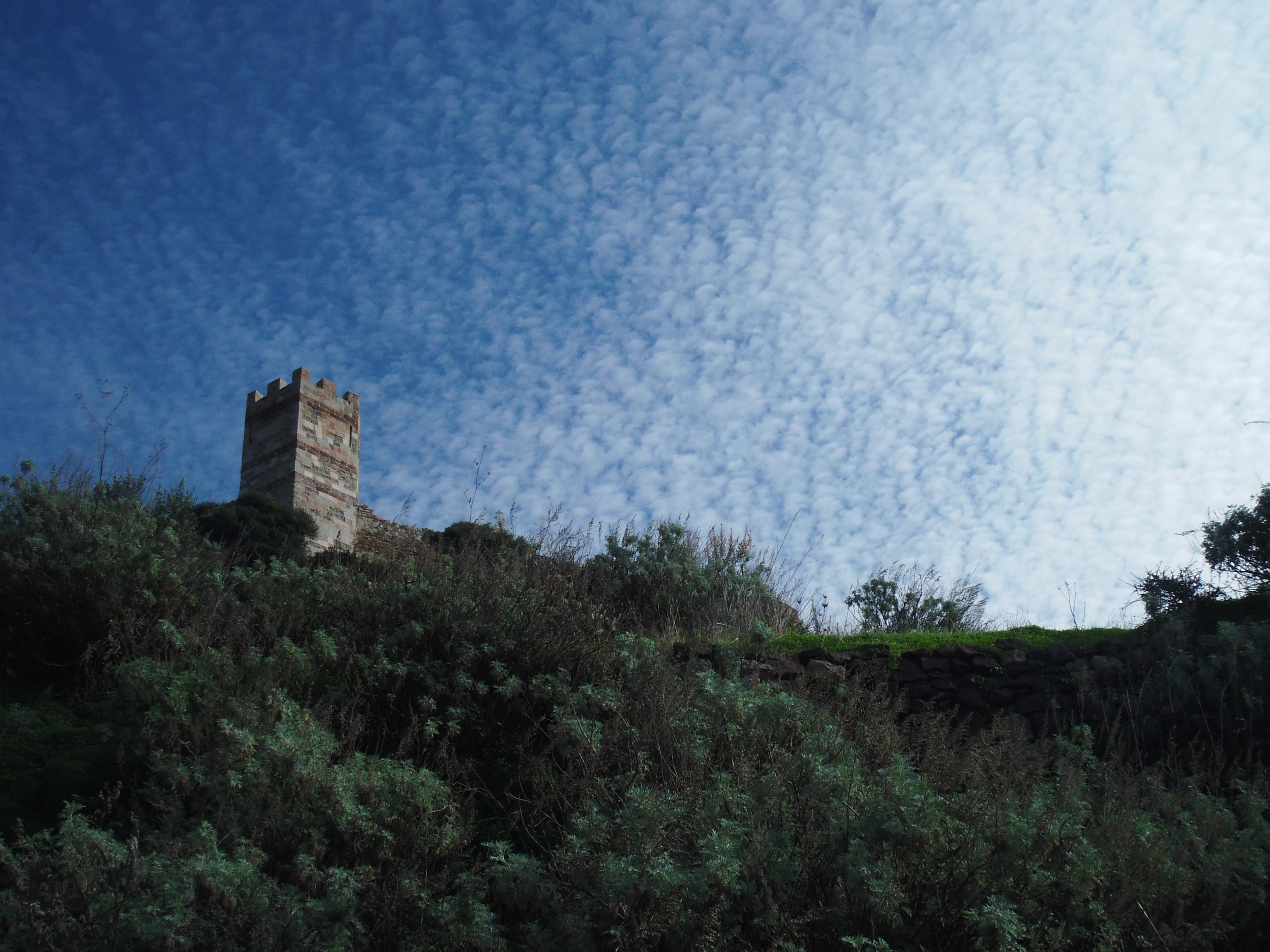
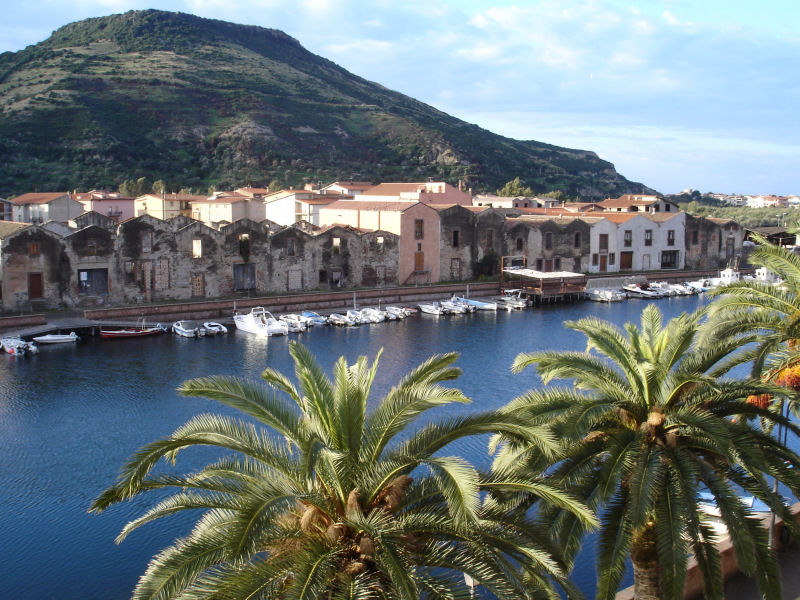
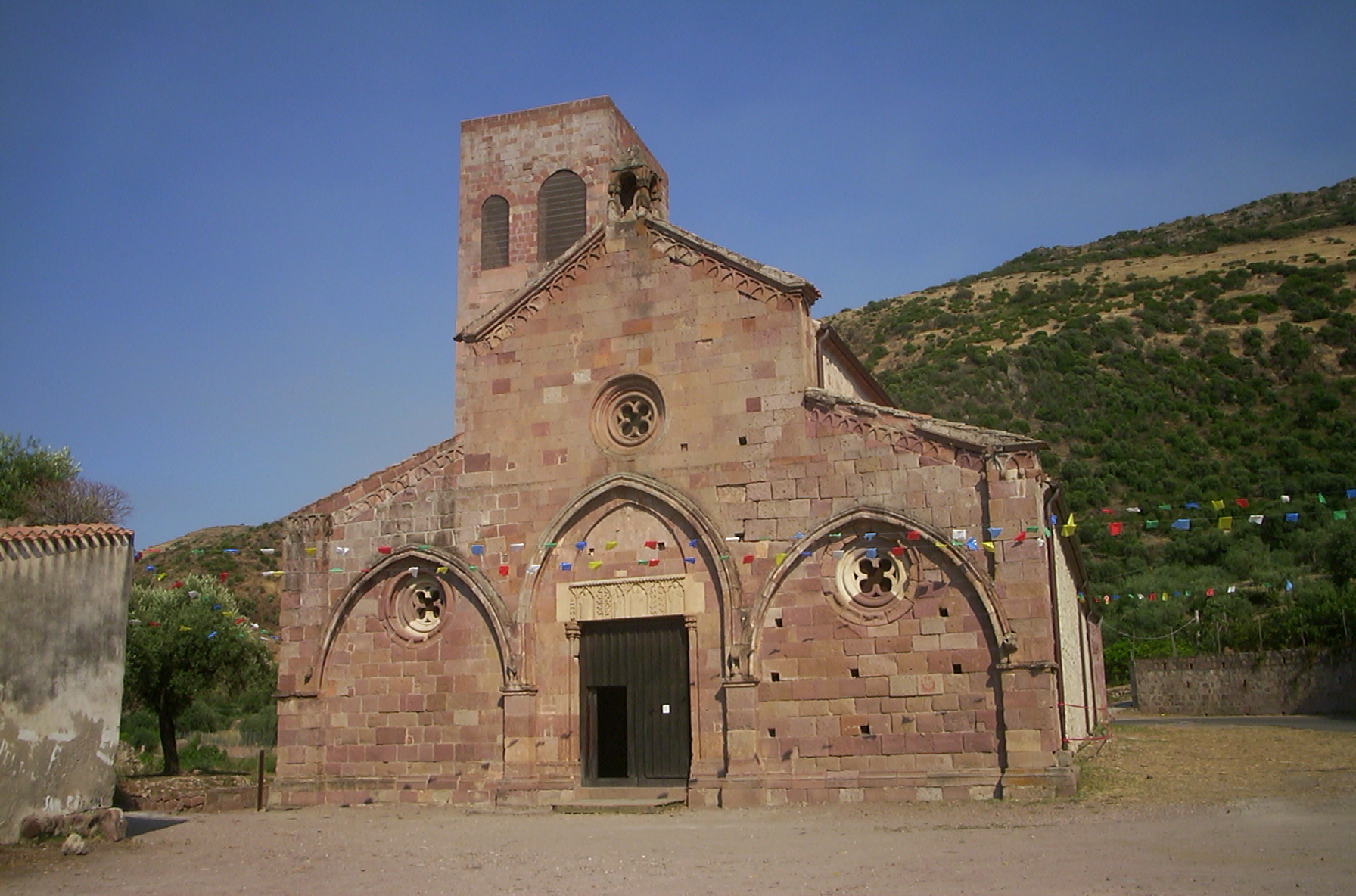
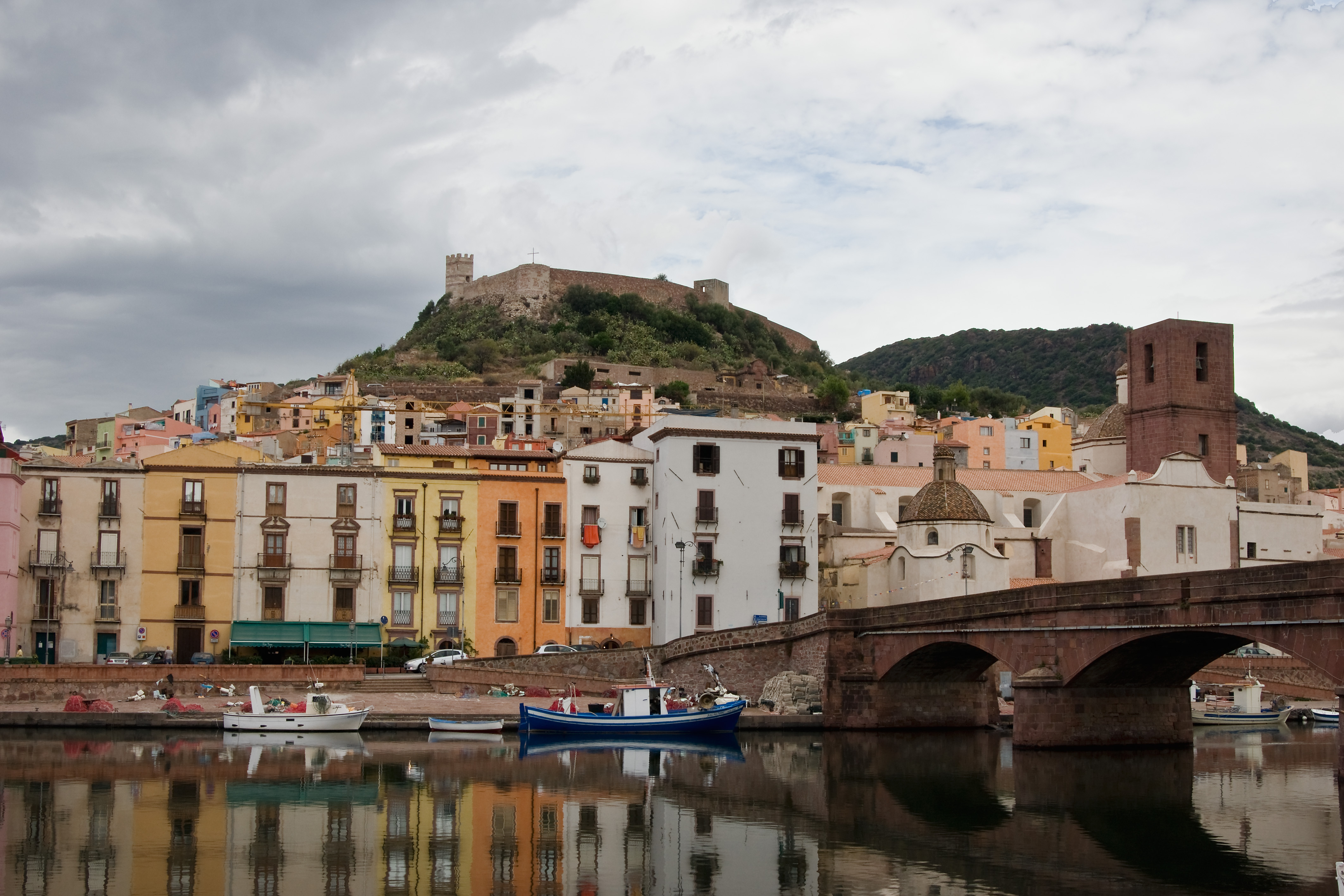
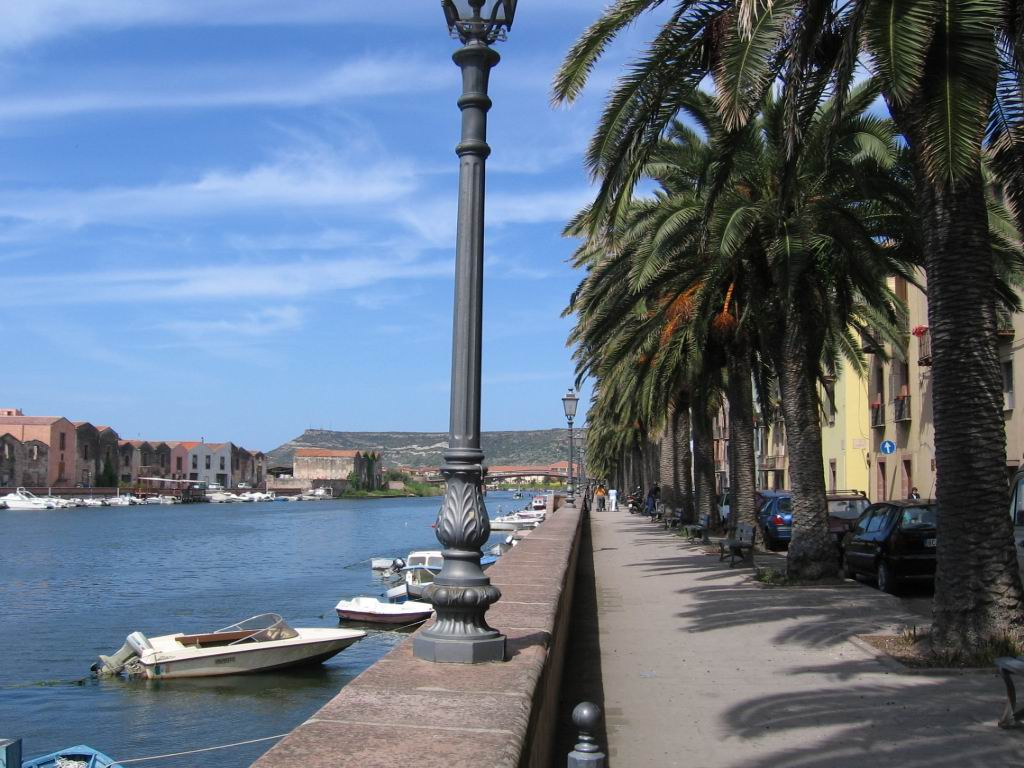
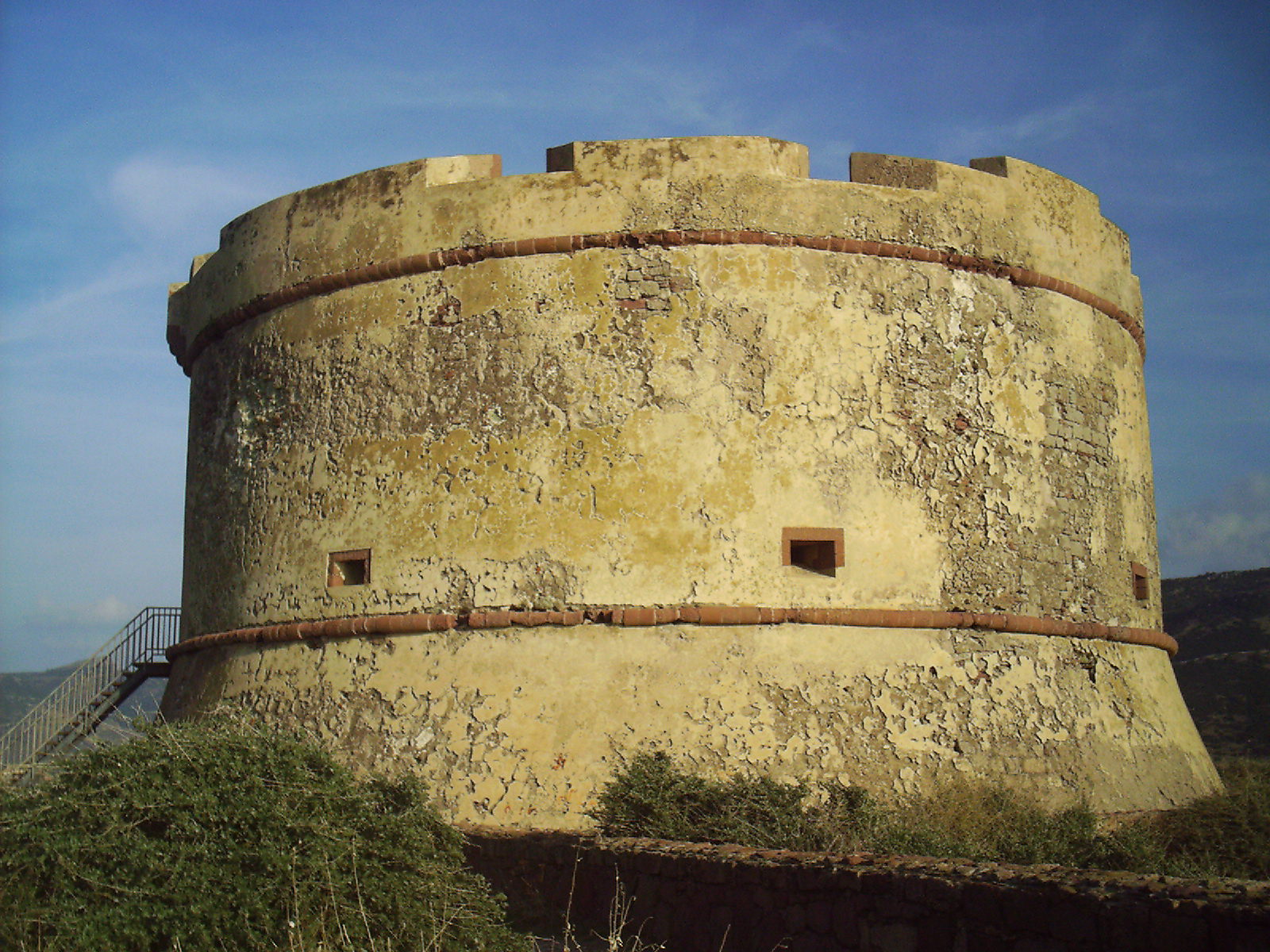